# Velîka Pobiina, Dunaiivți
Velîka Pobiina (în ucraineană Велика Побійна) este o comună în raionul Dunaiivți, regiunea Hmelnîțkîi, Ucraina, formată numai din satul de reședință.

## Demografie
Componența lingvistică a comunei Velîka Pobiina
     Ucraineană (99,3%)
     Alte limbi (0,61%)
Conform recensământului din 2001, majoritatea populației comunei Velîka Pobiina era vorbitoare de ucraineană (99,3%), existând în minoritate și vorbitori de alte limbi.